# Vyajana

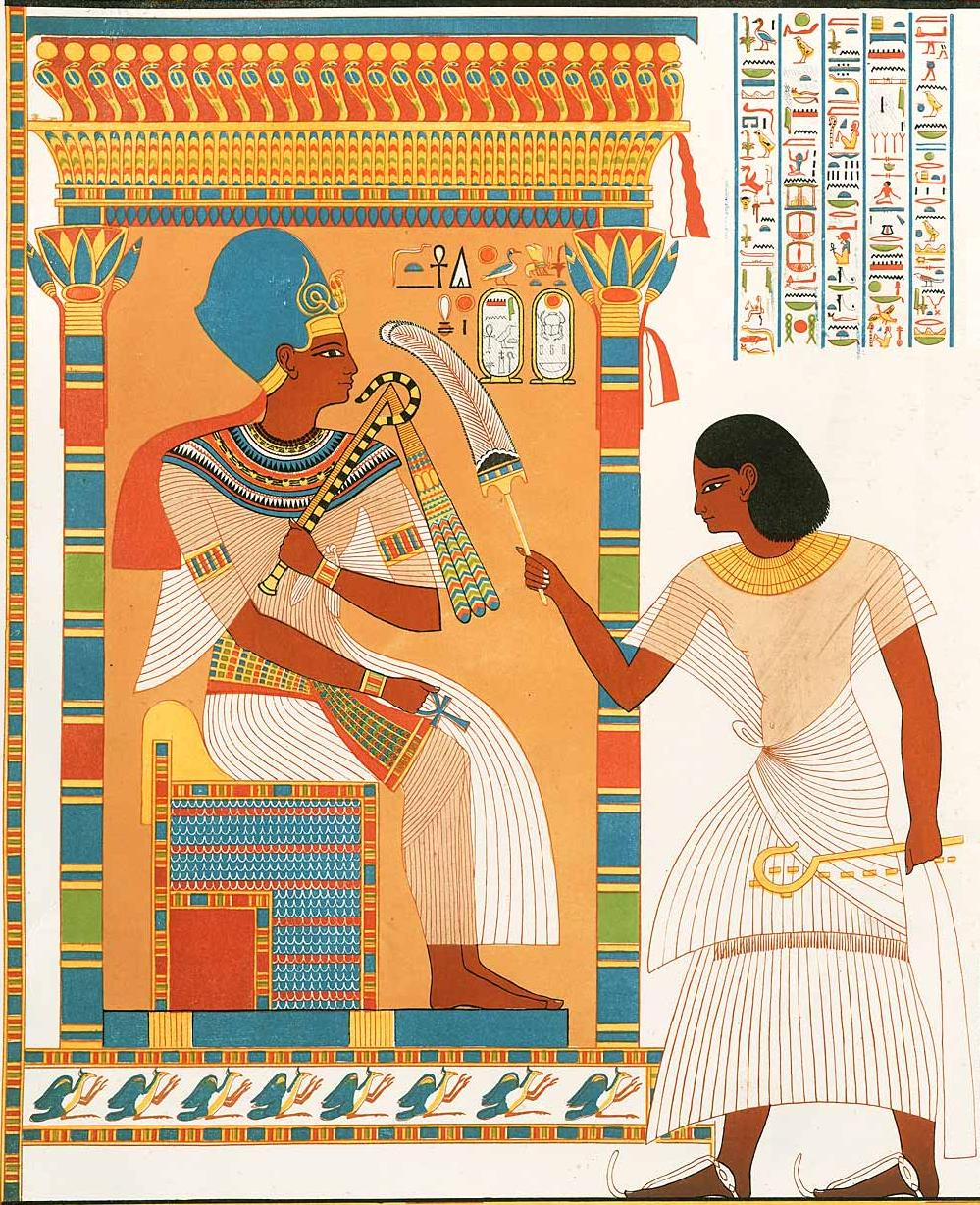
Au temps de l'Égypte antique, les ventilateurs étaient déjà faits pour chasser les mouches... ou les mauvais esprits. Au Moyen Âge, en Inde, il en était de même pour les Rajas.

Un Vyajana est un des objets auspicieux: un ashtamangala du jaïnisme selon la branche digambara. La traduction de vyajana pourrait être : éventail.
En fait, il peut aussi s'agir de la tige feuillue qu'agitaient les servants vers la tête des hauts dignitaires lors de l'Antiquité. Pour les jaïns, il s'agit surtout de ne pas tuer les insectes qui sont autour de soi, de les éloigner donc même avec un ventilateur moderne pour préserver la vie. La loi du karma fait que si l'on respecte la vie des petits, notre propre vie en reçoit de bonnes conséquences.